# 귀두

귀두

귀두(영어: glans penis, penile glans, glans)는 수컷 포유류의 성기 말단에 있는 신체 구조이다. 귀두는 인간의 음경 끝에 있는 민감한 구조이며, 인간 여성의 음핵 귀두와 해부학적으로 상동한다.
일반적으로 귀두는 포경수술을 받은 사람을 제외하고 인간의 포피로 완전히 또는 부분적으로 덮여 있다. 포피는 귀두 위와 귀두를 지나서 수축될 수 있으며 발기 중에 자동으로 수축된다.

## 구조
귀두는 해면체의 확장된 기관이다. 귀두는 음경해면체의 둥근 끝 부분에 형성되어 있으며 아래쪽 표면보다 위쪽에서 더 뻗어 있다. 귀두의 크기는 크게 다를 수 있다. 또한 성교 중 충격을 흡수할 수 있는 쿠션 역할을 한다.
Erected penis explore glans reddened by sexual arousal 2C6A8CFA-725E-46EF-AC42-D7E8B85FF660.jpg
포피는 습한 환경에서 점막을 유지한다. 포경수술을 한 음경의 귀두는 영구적으로 건조한 환경에 노출되어 각질화된다. 포경수술을 받지 않은 사람의 귀두와 포경수술을 받은 귀두의 민감성은 동일하다.

## 임상적 중요성
요도의 요도구멍은 귀두 끝에 있다.
귀두의 상피는 점막 피부 조직이다. 따라서 비누로 과도하게 씻으면 귀두를 덮고 있는 점막이 건조되어 비특이적 피부염을 유발할 수 있다.
귀두에 염증이 생기는 질병을 귀두염이라 하며 남성의 3~11%(당뇨병 남성은 최대 35%)에서 발생한다. 일반적으로 위생 습관이 좋지 않거나 포경수술을 받지 않은 남성에게 더 흔하게 나타난다는 보고가 있다. 또한 자극이나 다양한 병원체에 의한 감염 등 수 많은 원인이 있다. 치료를 위해 환자의 병력, 신체 검사, 배양, 생검을 통해 원인을 식별하는 것이 중요하다.
육류 협착증은 포경 수술의 후기 합병증으로, 포경 수술을받은 소년의 약 2 ~ 20 %에서 발생한다.

## 다른 동물들
수컷 고양이는 귀두 끝을 뒤로 구부려서 뒤로 소변을 볼 수 있다. 고양이의 귀두는 가시로 덮여 있지만 개의 귀두는 부드럽다. 음경 가시는 점박이하이에나의 귀두에도 발생한다.
수컷의 경우 귀두는 구근선(bulus glandis)과 파스롱가선(pars longa glandis)이라는 두 부분으로 구성된다. 포사(Fossa)의 귀두는 축의 절반 정도 아래로 뻗어 있으며 끝 부분을 제외하고는 가시로 구성되어 있다. 이에 비해 펠리드의 귀두는 짧고 가시가 있는 반면, 비베리드의 귀두는 부드럽고 길다. 귀두의 모양은 유대류 종에 따라 다르다. 대부분의 유대류에서 귀두는 분할되지만 수컷 캥거루족에는 분할되지 않은 귀두가 존재한다.
말이 발기하면 귀두가 3~4배 증가한다. 요도는 귀두의 말단에 있는 작은 주머니인 씨말 내에서 열린다. 인간의 귀두와 달리 말의 귀두는 샤프트에서 뒤로 뻗어 있다.
피피스트렐 박쥐는 좁은 달걀 모양의 귀두를 가지고 있으며 수컷 케이프땅다람쥐의 귀두에는 음경골이 존재한다.

## 같이 보기
- 음핵
- 포피
- 진주양음경구진증